# Ensemble scolaire Jean-XXIII
L’Ensemble scolaire Jean-XXIII a pris, en 1970, la succession du Petit Séminaire, installé sur ce même site en 1854. C’est un établissement relevant de l’enseignement privé catholique, sous contrat d’association avec l’État (Loi Debré, 1959). L’ensemble scolaire comprend deux sites, tous deux situés à Montigny-lès-Metz, une commune dépendante de la métropole urbaine de Metz, dans le département de la Moselle : le « Petit Jean-XXIII » (école maternelle et primaire)  et le « grand Jean-XXIII » (collège, lycée et pôle supérieur).

## Histoire

### Le Petit Séminaire de Montigny-lès-Metz
Paul Dupont des Loges, évêque de Metz de 1843 à 1880, est à l’origine de la construction des bâtiments du Petit Séminaire. En 1850, il fait don au diocèse d’un terrain qu’il possède à Montigny-lès-Metz, « entre la rue des Cheminots et les chemins de Frescaty à proximité du Château Saint-Ladre », afin d’offrir à des élèves, se destinant dès l’enfance à la prêtrise, « la joie de l’air pur et vivifiant de la campagne »,. Au Moyen Âge, ce lieu abritait une léproserie dépendante de l’hôpital Saint-Nicolas de Metz. Au milieu du XIXe siècle, Montigny n’est qu’un village sur le glacis militaire de Metz,. Paul Dupont des Loges lance la construction d’un édifice pour y transférer le Petit Séminaire, avec ses salles de classe, ses dortoirs et les chambres des professeurs, les cuisines et le réfectoire, une chapelle et d’autres lieux de prière. Ce Petit Séminaire, fondé au début du XIXe siècle, était jusqu’alors situé au centre-ville de Metz ; mais l’environnement urbain et le voisinage militaire n’étaient pas propices à la formation des futurs prêtres. L’architecte choisi pour réaliser l’œuvre est Charles Gautiez (1809-1856), architecte diocésain qui entreprend les travaux en 1851. En 1853, la chapelle de l’établissement est consacrée sous le patronage de saint Louis de Gonzague, patron de la jeunesse. Cet évènement marque la fin de la construction du site, et l’année 1854, la première rentrée.

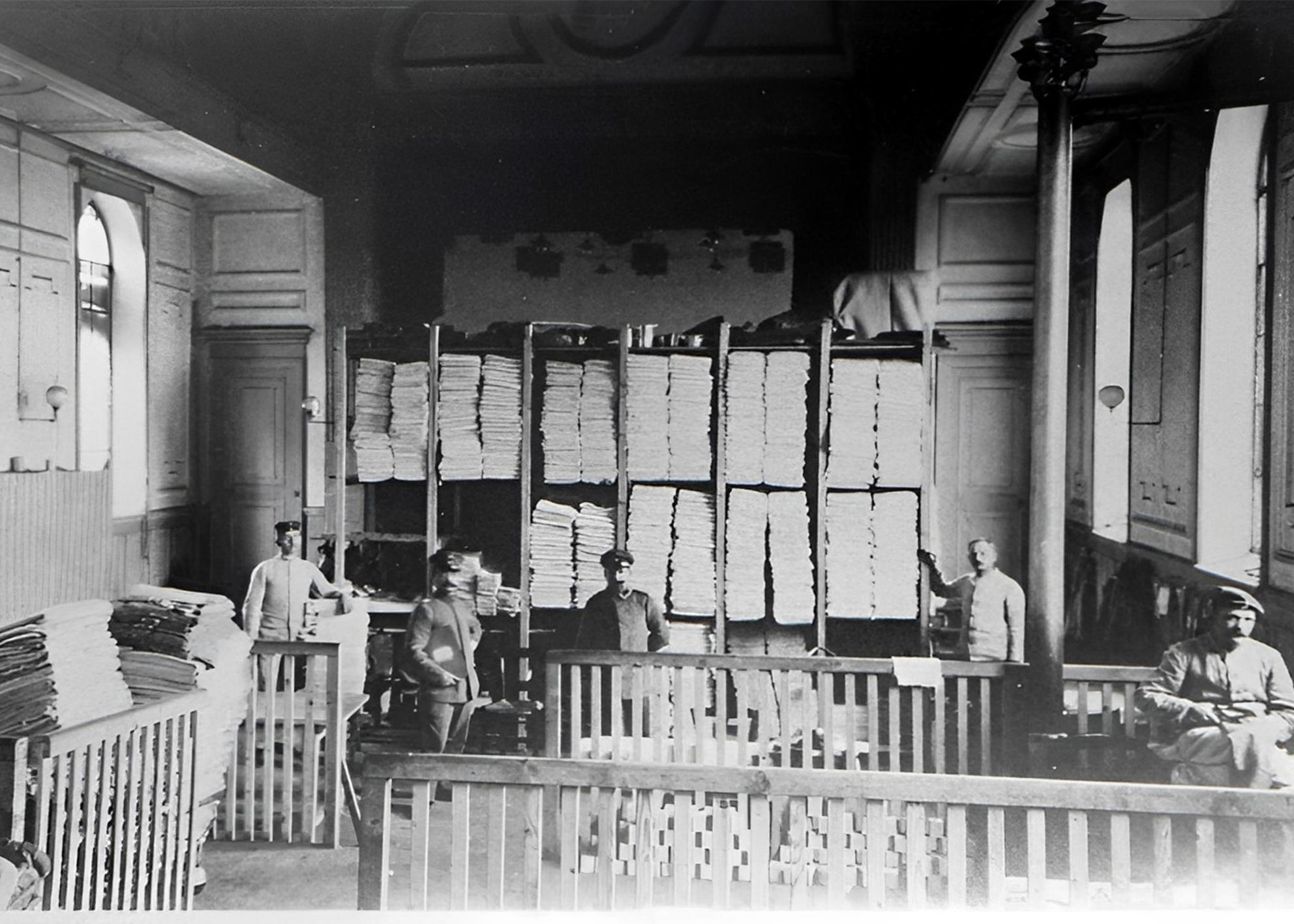
Lingerie militaire dans l'actuel Petit Théâtre, pendant la Première Guerre mondiale.

Au cours des conflits successifs, le Petit Séminaire fut réquisitionné par les autorités militaires : une première fois en 1870, puis en 1914 où il est transformé en hôpital de garnison, comme, une fois encore, à partir de 1942. En 1944, le Petit Séminaire est affecté par l’explosion des bombes, dont la cible première était la gare de triage toute proche. Après la Seconde Guerre mondiale, le Petit Séminaire entre dans une période de déclin : ce n’est pas la construction en 1965 d’un nouveau bâtiment, dans la cour sud (le « foyer Saint-Louis », actuellement le Pôle sup’ de l’établissement) qui permet de juguler cette tendance. Sur un effectif de 265 élèves pour l’année scolaire 1963-1964, cinq ans plus tard, ils n'étaient plus que 188 élèves. Cette baisse ne s’appliquant pas qu’au séminaire de Montigny, les autorités diocésaines remettent en cause l’existence même de ces structures d’éducation.

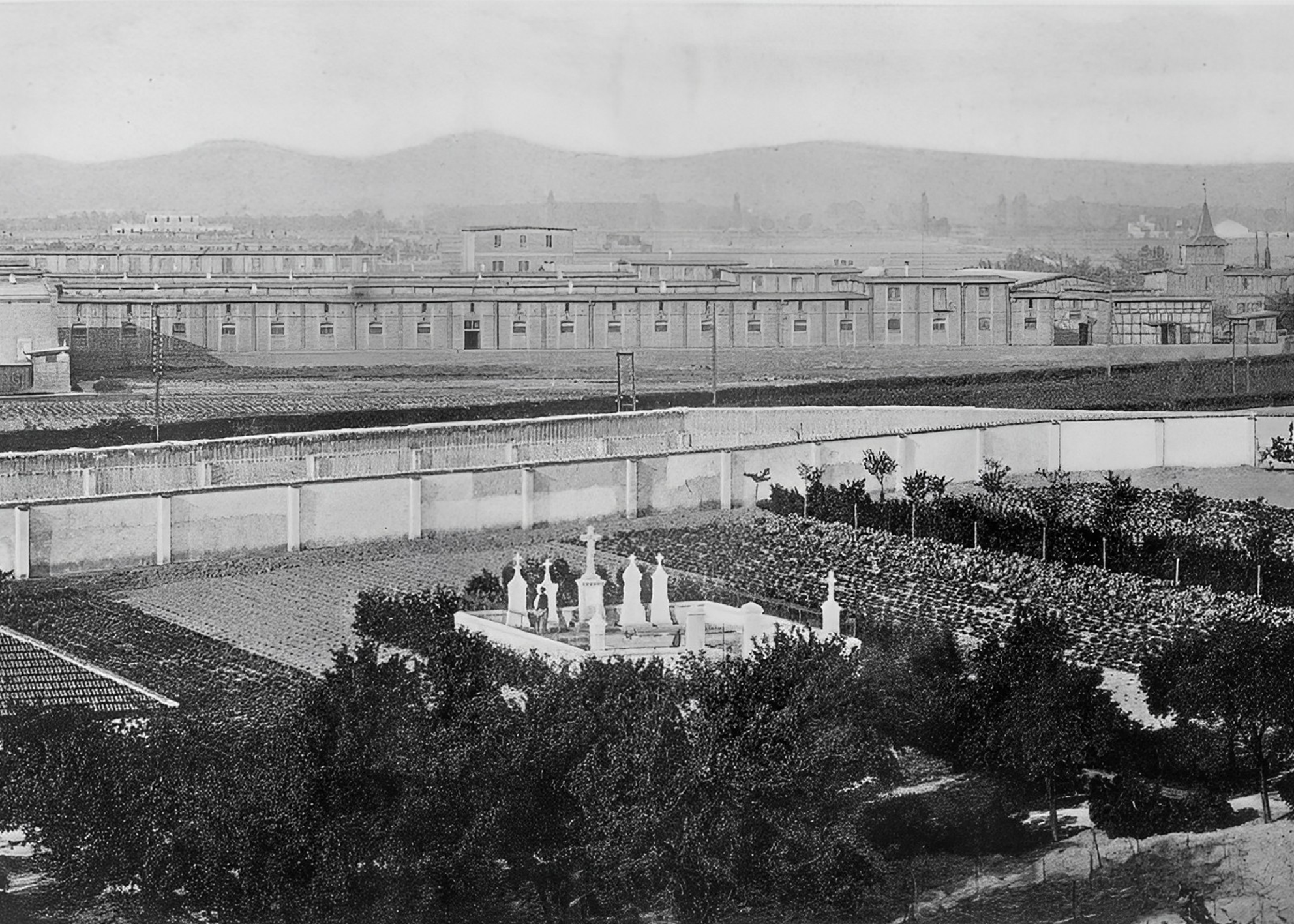
Cimetière du Petit Séminaire.

C’est au même moment que les Jésuites chargés d’enseigner au cœur de Metz depuis la fin du XVIe siècle, se voient, contraints par la rénovation urbaine, de quitter l’abbaye de Saint-Clément, dans le quartier Pontiffroy,,, ils y étaient établis depuis 1855. Le projet de construction d’un grand ensemble diocésain d’enseignement catholique voit le jour. La fusion en une structure unique de tous les établissements catholiques messins doit être conduite par l’abbé Spir, nommé par l’évêque Schmitt, premier directeur. Mais le projet est un échec et seuls le collège Saint-Clément et l’école primaire du Sacré-Cœur (un an plus tard, en 1971) rejoignent la structure du Petit Séminaire et ses bâtiments rénovés en 1970. Une partie de l’argent de la vente du collège est investi dans la surélévation des deux ailes, l’aménagement des terrains de sport (partiellement sur le cimetière des prêtres), la construction d’un gymnase, l’aménagement de salles de classe, etc.

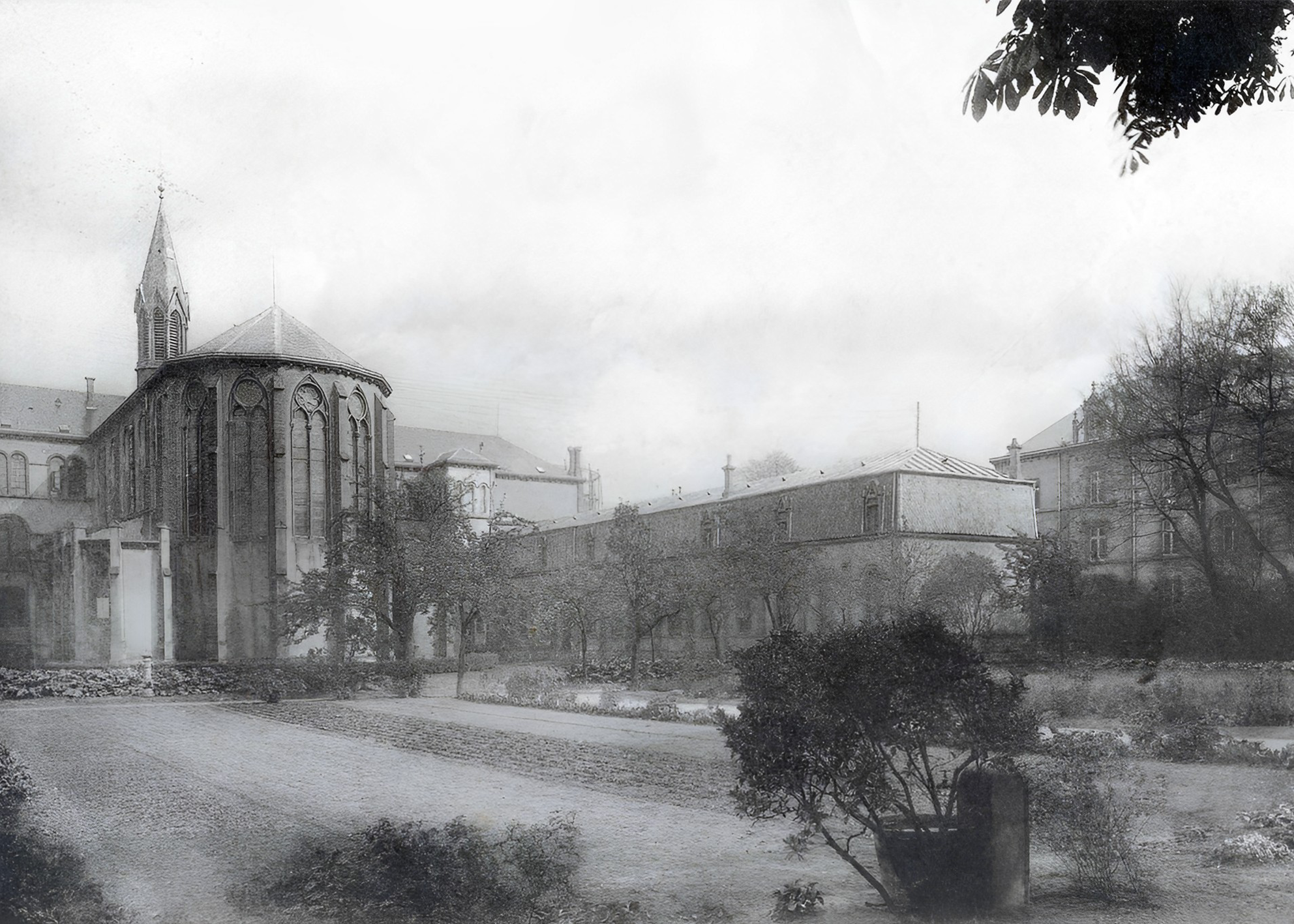
Potager et arrière de la chapelle du Petit Séminaire.

On adopte, pour cet ensemble scolaire, le nom de Jean-XXIII, sur proposition de Monsieur le Chanoine L. Stenger, Directeur diocésain de l’enseignement catholique. Décédé moins d’une décennie plus tôt et doté d’un charisme dont il est encore aujourd'hui facile d'imaginer l’ampleur, Jean XXIII incarne alors pour tous le principe de bonté mais aussi l’entrée volontaire de l’Église catholique dans le Monde moderne, à l’occasion du Concile Vatican-II (1962-1965). Il était tout indiqué pour assurer au nouvel établissement une image se voulant positive, jeune et dynamique. Le Petit Séminaire subsiste alors, jusque dans les années 1990, sous la forme d’une petite communauté installée dans le foyer Saint-Louis, mais son souvenir se perd jusque dans le nom de la rue, rebaptisée quelques années plus tard (août 1987) du nom de l’évêque messin Joseph-Jean Heintz (+ 1958).

### Du Collège Saint-Clément à l'Ensemble scolaire Jean XXIII
Le 24 novembre 1966, en milieu de journée, un violent incendie se déclare et détruit une partie du collège jésuite Saint-Clément, installé dans le quartier du Pontiffroy (dans les bâtiments hébergeant actuellement une partie de l’administration de la Région Grand-Est), dans cette même ville de Metz. C’est un établissement déjà fragilisé par sa vétusté et des effectifs d’élèves trop importants pour des locaux pourtant vastes. La Compagnie de Jésus s’est rapidement mise à la recherche d’un terrain pour reconstruire un nouveau collège, achat réalisé par le Père Roland Maille, alors Recteur de l’établissement, route de Belletanche, en contrebas de l’ancien village de Borny.
Concomitamment, dans les années 1967-1968, la Compagnie subit une crise des vocations, sous la forme d’abandon de nombreux jeunes Jésuites en formation. Cet exode la conduit à prendre des décisions graves de conséquences : courant 1968, le Provincial informe officiellement l’évêque de Metz, Paul-Joseph Schmitt, de la décision de la Compagnie de quitter Metz, et donc le Collège Saint-Clément. Paul-Joseph Schmitt lui oppose les difficultés du Petit Séminaire de Montigny-lès-Metz, dont il a la responsabilité et qui perd régulièrement des élèves, en raison de son incapacité financière à réaliser les travaux d’entretien et de restauration nécessaires.
Une solution finit par émerger : déménager le Collège Saint-Clément dans les locaux à rénover du Petit Séminaire de Montigny-lès-Metz (actuel Ensemble scolaire Jean-XXIII). La Compagnie de Jésus, pourtant très active dans la rénovation de l’établissement, décide de ne pas en assumer la tutelle, dès lors dévolue au diocèse de Metz. Un calendrier et des règles sont mis en place afin d’assurer une transition douce pour la fusion du Collège Saint-Clément et du Petit Séminaire.
Le 1er septembre 1970 marque l’ouverture officielle de l’Ensemble scolaire Jean-XXIII mais aussi les fermetures définitives, et du Petit Séminaire, et du Collège Saint-Clément. Le nouvel établissement scolaire accueille filles et garçons, en externat et demi-pension. Les anciens séminaristes, internes de Saint-Clément, continueront d’être accueillis dans un internat provisoirement dédié, jusqu’à ce que celui-ci n’accueille plus aucun nouvel interne.
Le futur directeur de l’Ensemble scolaire Jean-XXIII, lui-même ancien de Saint-Clément, n’est pas pour autant un jésuite : il s’agit de Monsieur l’Abbé Jean Spir, nommé conjointement par l’évêque de Metz et la Compagnie de Jésus. Les fonctions de directeur-adjoint sont assurées par l’ancien recteur du Collège Saint-Clément, le Père Pierre Hennion. L’année scolaire 69-70 est également consacrée à la rénovation, à la transformation et à la modernisation des locaux du Petit Séminaire. Ce chantier colossal est dirigé par le Père Barbier-Bouvet, père ministre de Saint-Clément. Les coûts importants de ce chantier sont essentiellement pris en charge par la Compagnie de Jésus qui y a investi un très fort pourcentage du produit de la vente de Saint-Clément. Le déménagement de celui-ci à Jean-XXIII a lieu durant l’été 1970 ; il dure plusieurs semaines et se fait sous la direction du Frère Michel Havet.
Le troisième étage de la façade principale de Jean-XXIII, un grenier, fut transformé en lieu d’habitation pour accueillir la petite communauté de jésuites, qui ont largement contribué au bon démarrage du nouvel Ensemble Scolaire. La Compagnie de Jésus s’était engagée auprès de l’évêque de Metz à laisser cette communauté d’une petite dizaine de jésuites, au service du nouvel établissement, pour une durée de dix ans. À la fin de l’année scolaire 1979-80, ces Jésuites quittent définitivement Jean-XXIII.
La première rentrée de Jean-XXIII est préparée par M. l’Abbé Spir, le directeur et le Père Yves Cheminan, un nouveau directeur-adjoint, doté de capacités d’organisation et d’une forte autorité, nécessaires à forger une réputation solide à l’ensemble scolaire.
À la rentrée de 1971, le collège des « Dames du Sacré Cœur », situé rue des Couvents à Montigny-Lès-Metz depuis 1857, rejoint le nouvel ensemble scolaire après un an de négociations. L’objectif de Jean-XXIII est de rassembler un effectif supérieur à 2000 élèves dans ses trois unités pédagogiques (école, collège et lycée).

## Architecture du bâtiment

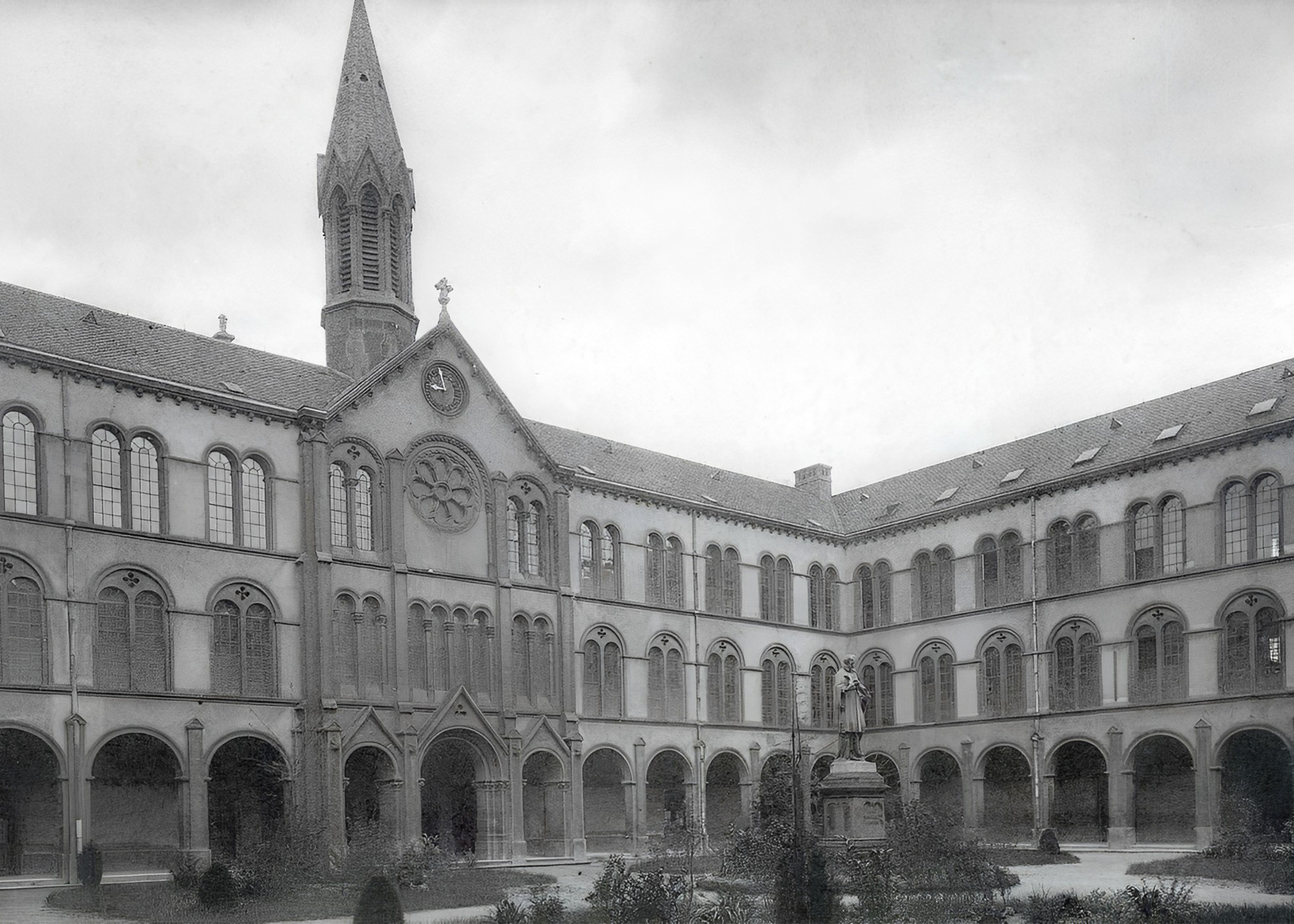
Cloître du Petit Séminaire

Par son architecture et sa configuration, le bâtiment tout entier doit prendre part à la formation des jeunes recrues : un vaste cloître en fournit le centre, poussant le regard vers le ciel. L'arc en plein cintre et trilobé en constitue son seul décor. Dans un XIXe siècle passionné de Moyen-Âge, le style néo-gothique de la chapelle, qui ouvre sa large et unique nef dans l’aile occidentale du cloître, est allié au style néo-roman dudit cloître. Les voûtes à croisées d’ogives du lieu de culte n’en sont pas moins trapues, ne contrastant donc pas avec les arcs en plein cintre du reste de l’édifice. La parure de vitraux (1926-1928) raconte ici les hauts-faits du saint patron des lieux. Une statue de ce même saint Louis de Gonzague campait, à l’origine, au centre du cloître.
À l’opposé de la chapelle, la galerie du cloître donne accès au hall principal et à son escalier d’honneur qui conduisaient, à l’étage aux appartements réservés à l’évêque (quand il était de passage) et à celui du supérieur. Le décor de l’ensemble est soigné et mêle la tradition architecturale des chapiteaux à crochets et corinthiens à la modernité discrète des matériaux, comme la fonte dont sont faits certains fûts.

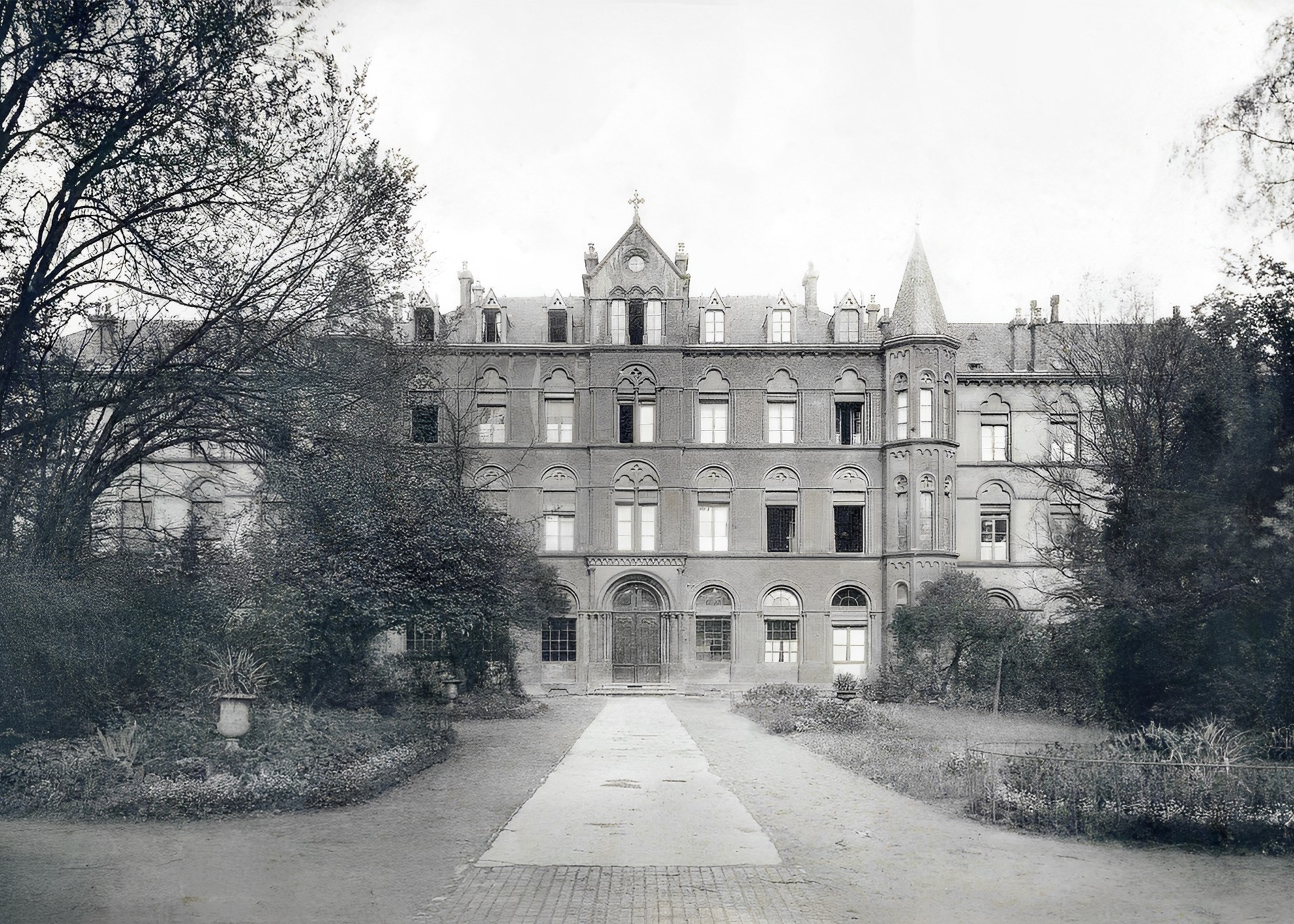
Façade de l'ancien Petit Séminaire de Montigny.

L’édifice est introduit, à l’est, par un portail « monumental » qui rappelle celui d’une église et qui est placé dans une façade, en saillie sur le reste du bâtiment. Cette dernière est limitée dans son développement par deux tourelles à pans décorées de bandes lombardes ; cela lui confère un élancement tout en verticalité et une certaine noblesse. Cependant, cette façade a perdu de sa superbe depuis qu’elle n’est plus abordée de front, comme ce fut le cas lorsque l’entrée principale du Petit Séminaire se faisait encore par l’actuelle rue du Général Franiatte. De cet ancien dispositif, il subsiste le grand porche de l’enceinte et la petite maison du gardien (actuellement inutilisés).
Pour compléter l’œuvre, furent édifiées entre 1903 et 1904, deux ailes qui encadrent la chapelle (au nord, l’actuel « Petit Théâtre », qui a été surélevé depuis), suivies par la construction de l’« Olympe » (actuel bâtiment des lycéens) pour loger les professeurs. Ce bâtiment a été aménagé pour accueillir des classes en 1988, et rénové entièrement entre 2020 et 2022.

### La chapelle
La chapelle est située dans l'axe du vestibule d'entrée. Construite dans un style néogothique qui évoque des formes médiévales, ses voûtes sont hautes et son chœur plutôt spacieux. L'édifice religieux de l'établissement est également pourvu d'un orgue fonctionnel, régulièrement entretenu. C'est saint Louis de Gonzague qui inspire à Paul Dupont des Loges la construction du Petit Séminaire, à commencer par cette chapelle.

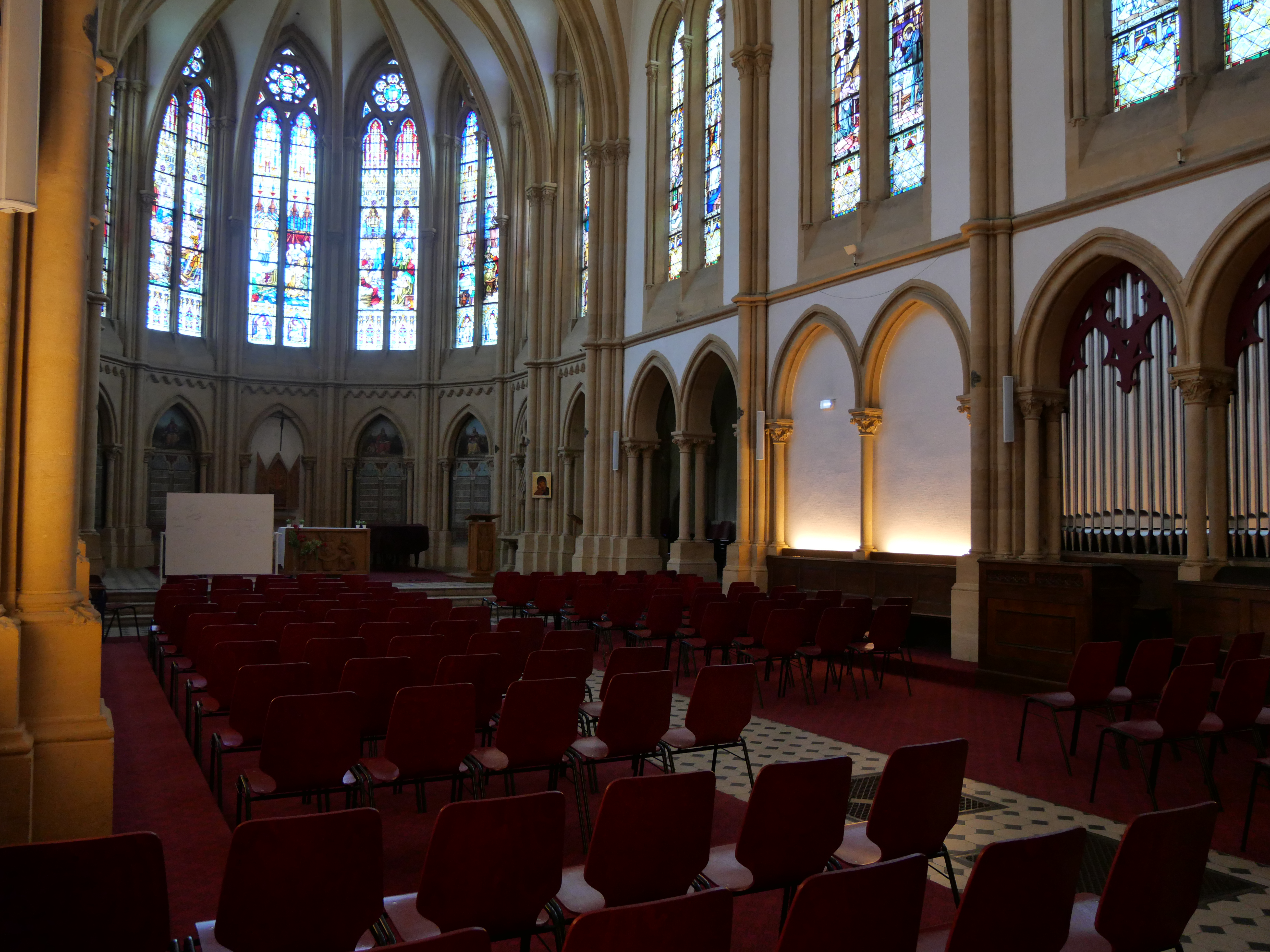
Actuelle chapelle de l'Ensemble Scolaire Jean-XXIII.

La première pierre de la chapelle a été posée le 22 juillet 1851, lors de la fête de sainte Marie Madeleine, en présence de nombreuses autorités religieuses catholiques dont Paul Dupont des Loges, l'évêque de Metz. Dans une cavité creusée dans ce bloc de pierre, on y a enfermé sous un couvercle une médaille d’argent de la Vierge Marie, une de saint Joseph et deux de saint Louis de Gonzague. On les a aussi accompagnés de deux pièces de monnaie de 1851, dont une de cinq francs en argent et une autre d’un centime en cuivre. Enfin, une inscription religieuse sur une plaque de cuivre a aussi été enfouie avec les autres objets.
Le 29 août 1854, lors de la fête de la décollation de saint Jean Baptiste, la consécration de la chapelle du Petit Séminaire eut lieu.
Les vitraux originels, déjà fragilisés par la Première Guerre mondiale, ont disparu dans l'incendie du 6 juillet 1922. Ils ont été remplacés par une nouvelle parure entre 1927 et 1928, provenant de l'atelier de Charles Lorin, offerte par le père supérieur Nicolas Hamant (de 1907 à 1928), qui vouait au Petit Séminaire une affection particulière.

### Les vitraux de la chapelle
Les vitraux de la nef illustrent la vie de saint Louis de Gonzague, de gauche à droite:
- le jeune noble Louis de Gonzague apprenant les Saintes Écritures auprès de sa mère
- Louis de Gonzague adolescent, offrant son cœur, allégorie de sa pureté, devant le crucifix
- prêchant auprès d'autres jeunes adolescents
- recevant la communion de saint Charles Borromée
- signant l'acte de renonciation à ses droits sur son héritage en présence de son jeune frère
- Louis de Gonzague à Rome, en compagnie du père Aquaviva, prêt à rejoindre les Jésuites
- à genoux en soutane, suppliant en oraison
- allant mendier l'aumône pour les pauvres à l'aide de son chapeau tendu en guise de bourse
- s'infligeant l'autoflagellation en guise de pénitence face à un autel
- prenant soin des malades de la peste et contractant la maladie
- décès de Louis de Gonzague, accueilli par les anges et les saints
- apparition de saint Louis de Gonzague à la carmélite Madeleine de Pazzi
- canonisation par Benoît XIII, apparaissant sur le vitrail comme remettant aux Jésuites le document
- Saint Louis de Gonzague guidant la jeunesse vers Jésus-Christ

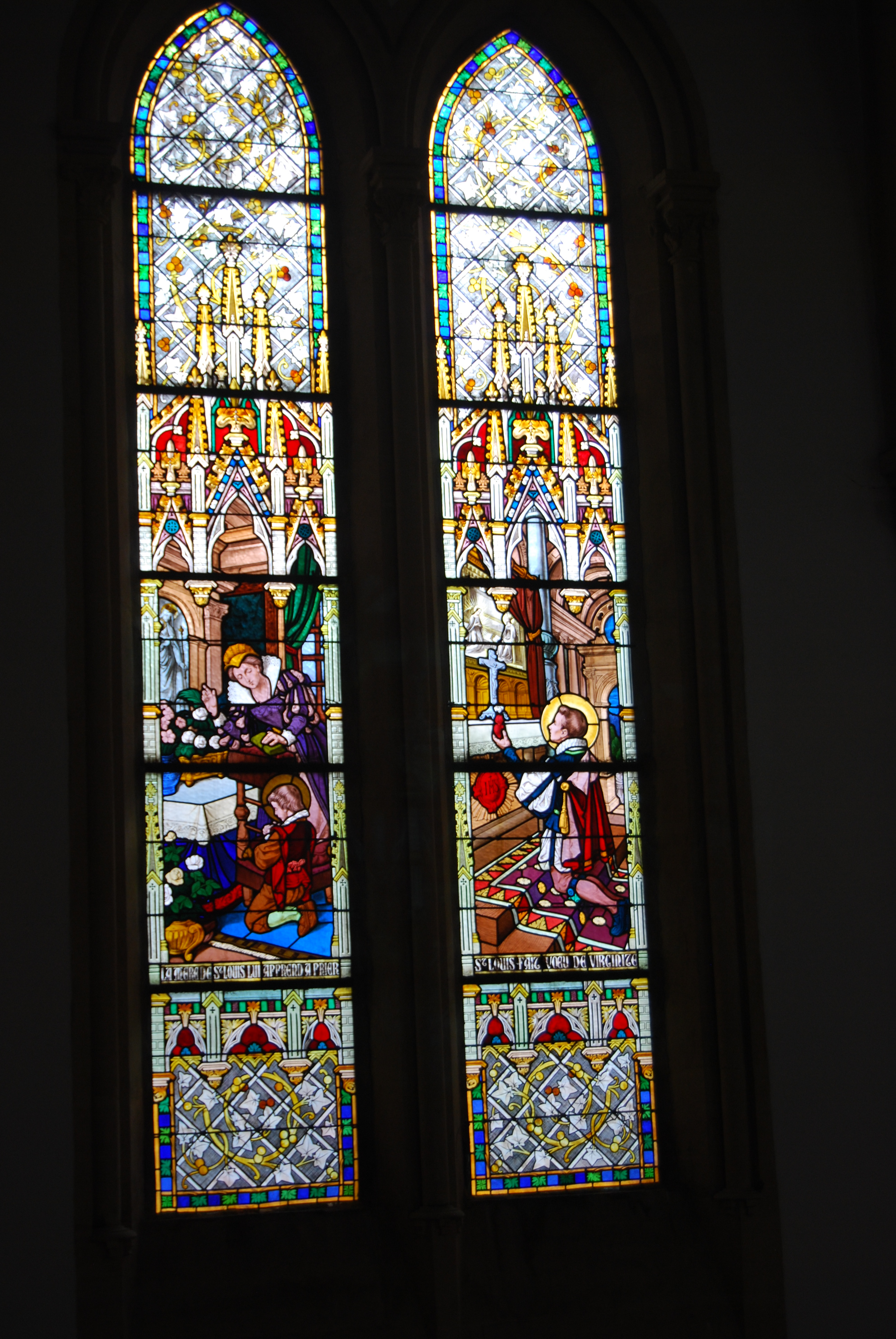
Enfance de saint Louis de Gonzague.
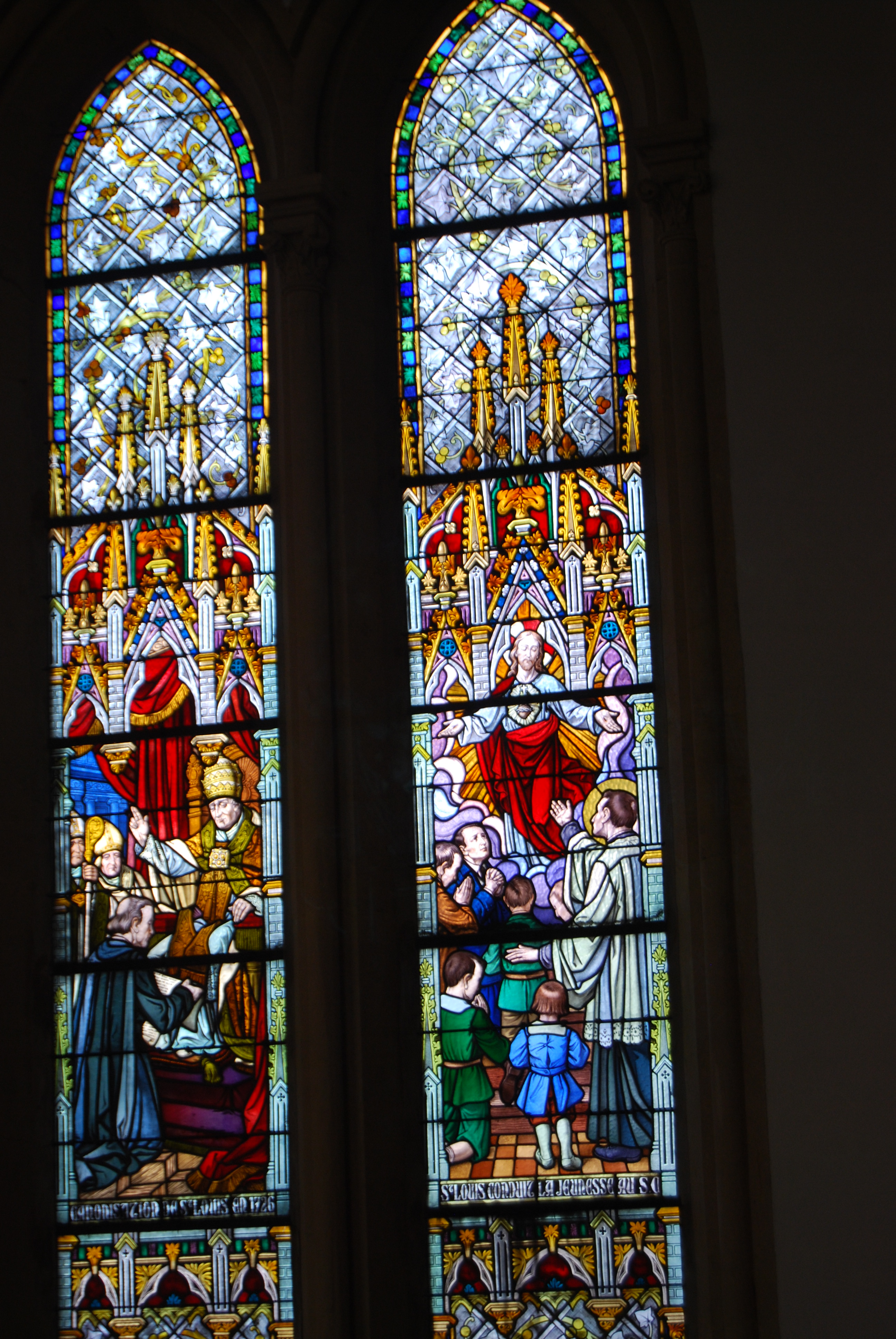
Béatification et représentation de saint Louis de Gonzague.

Les vitraux du chœur peuvent être interprétés comme des leçons illustrées destinées aux petits séminaristes, d'après des étapes de la vie du Christ, bien que le vitrail central témoigne plutôt du souvenir de la création du Petit Séminaire :
- Au centre, Dupont des Loges entouré de figures de séminaristes, agenouillé face à saint Louis de Gonzague qui lui inspire la création du Petit Séminaire dont il tient le plan
- Jésus enfant et le métier de charpentier pour aider Joseph, afin que les petits séminaristes placés dans cette institution travaillent dur
- Jésus au Temple ayant échappé à la surveillance de ses parents et qui échange avec les docteurs de la loi, incitant les petits séminaristes à bien écouter et à bien étudier
- L’appel de Jésus à ses disciples servant à ce que les petits séminaristes restent guidés par la foi et entendent l’appel de Dieu
- La dernière cène du Christ témoigne qu'il faut savoir donner de soi et de sa personne en tant que futur ecclésiastique

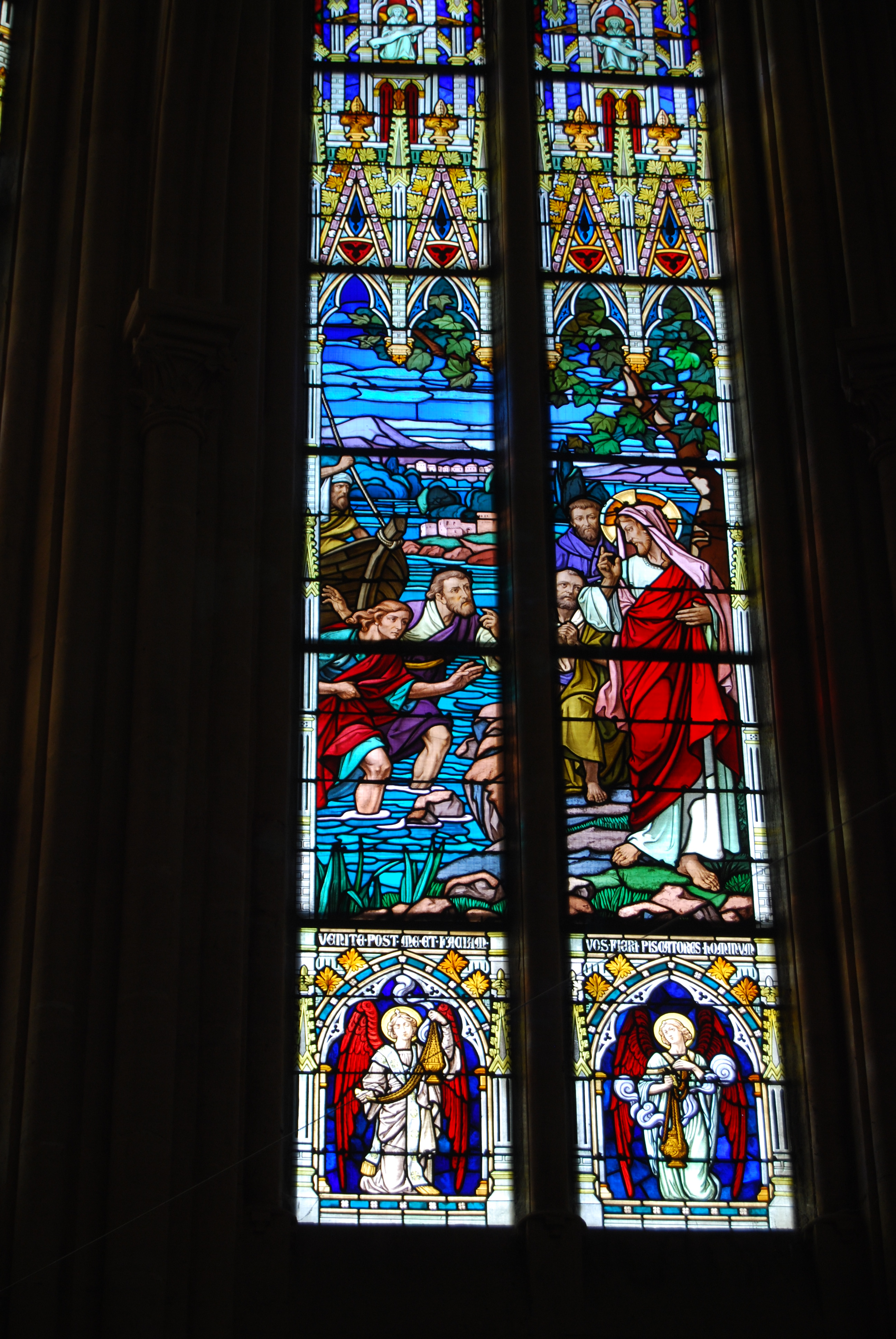
Jésus rejoint par ses fidèles.
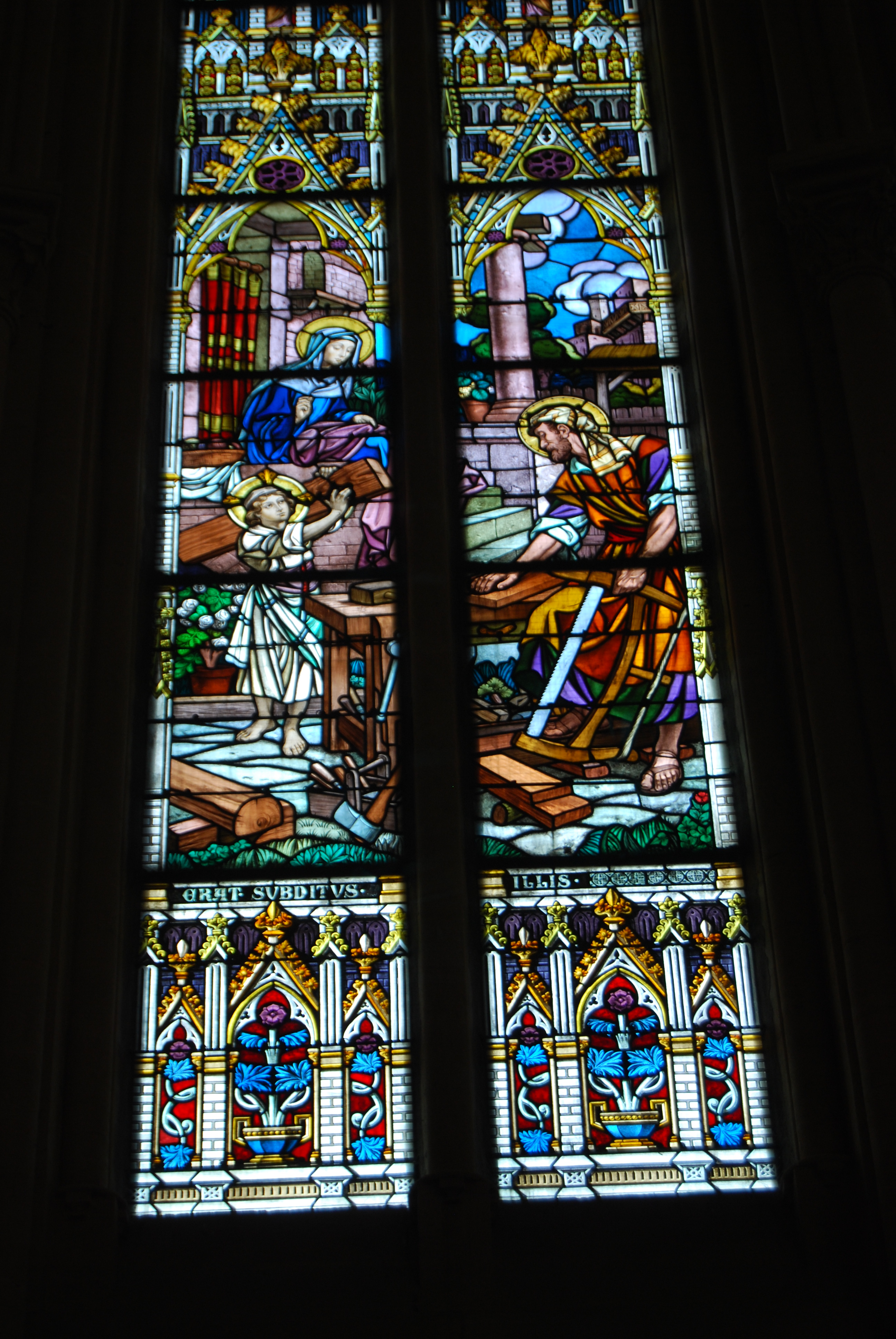
Vitrail de Jésus enfant aidant Joseph.
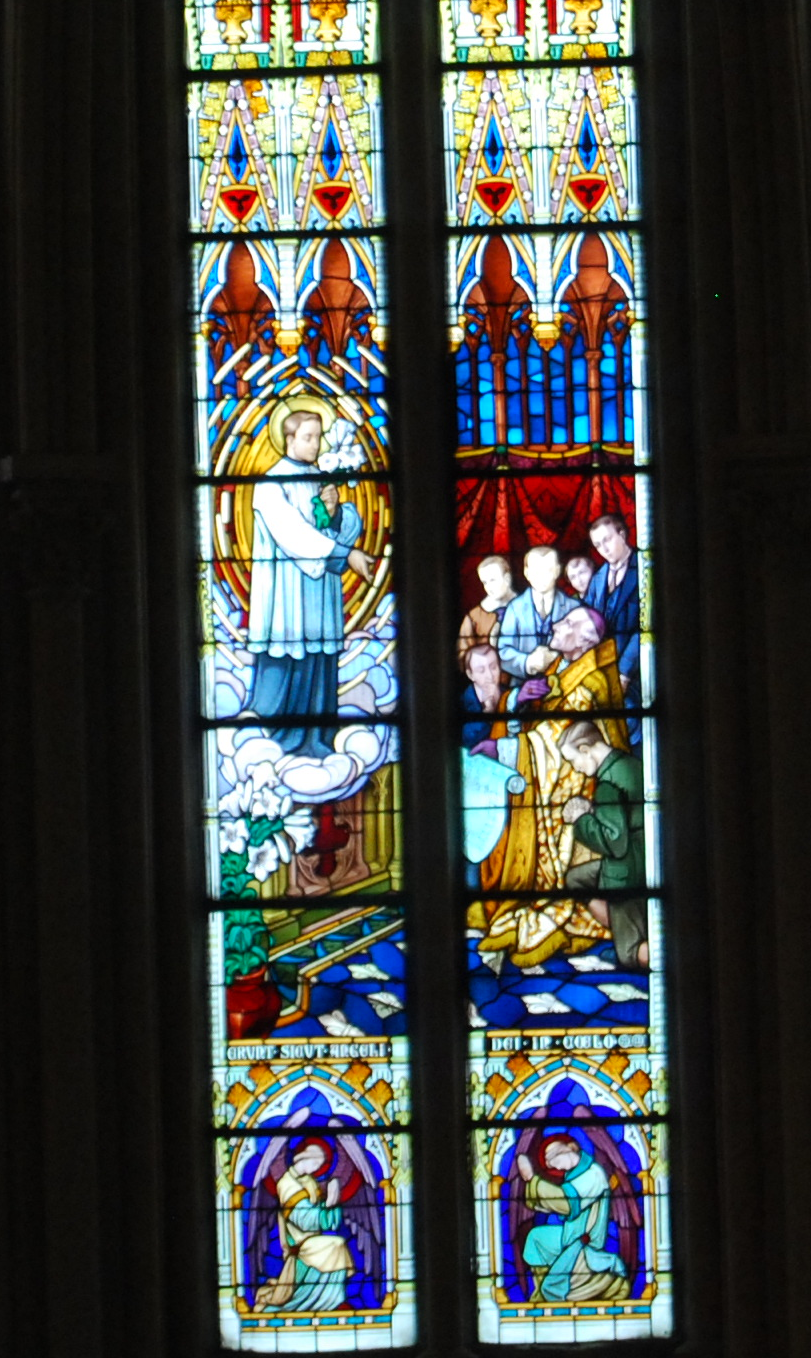
Paul Dupont des Loges et saint Louis de Gonzague.
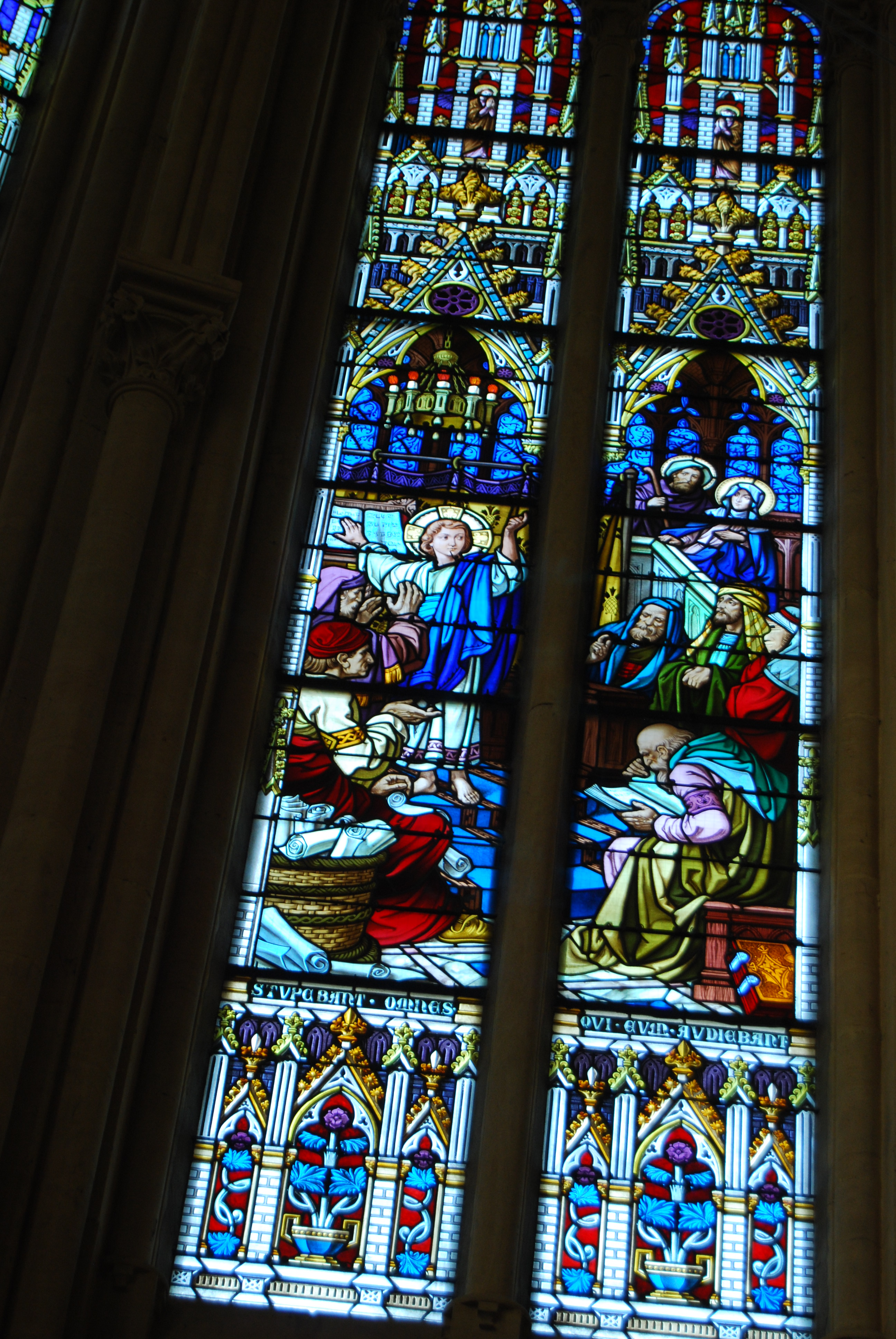
Jésus au Temple.
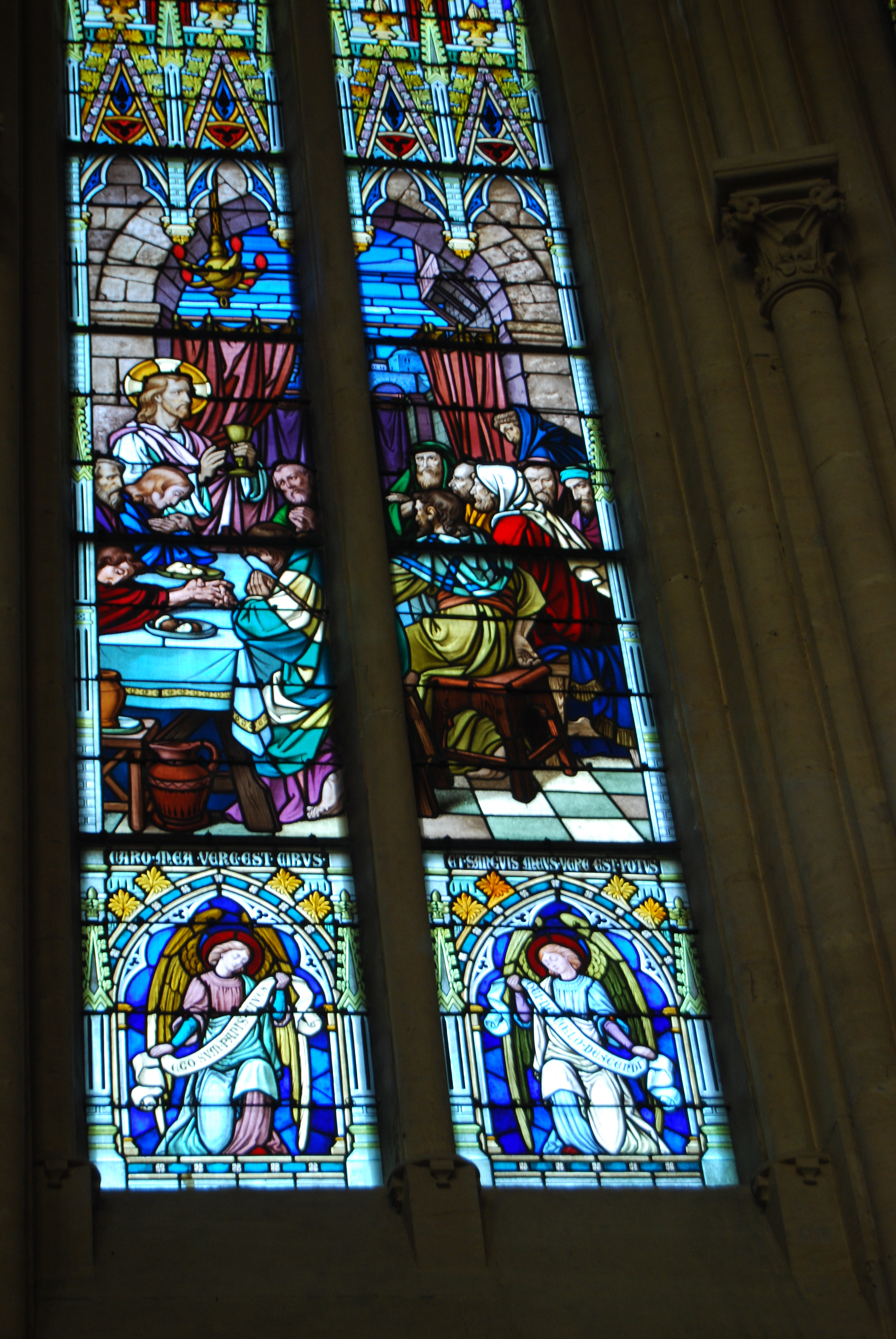
Vitrail de la dernière Cène.

## L'Ensemble scolaire Jean-XXIII aujourd'hui

### Situation actuelle

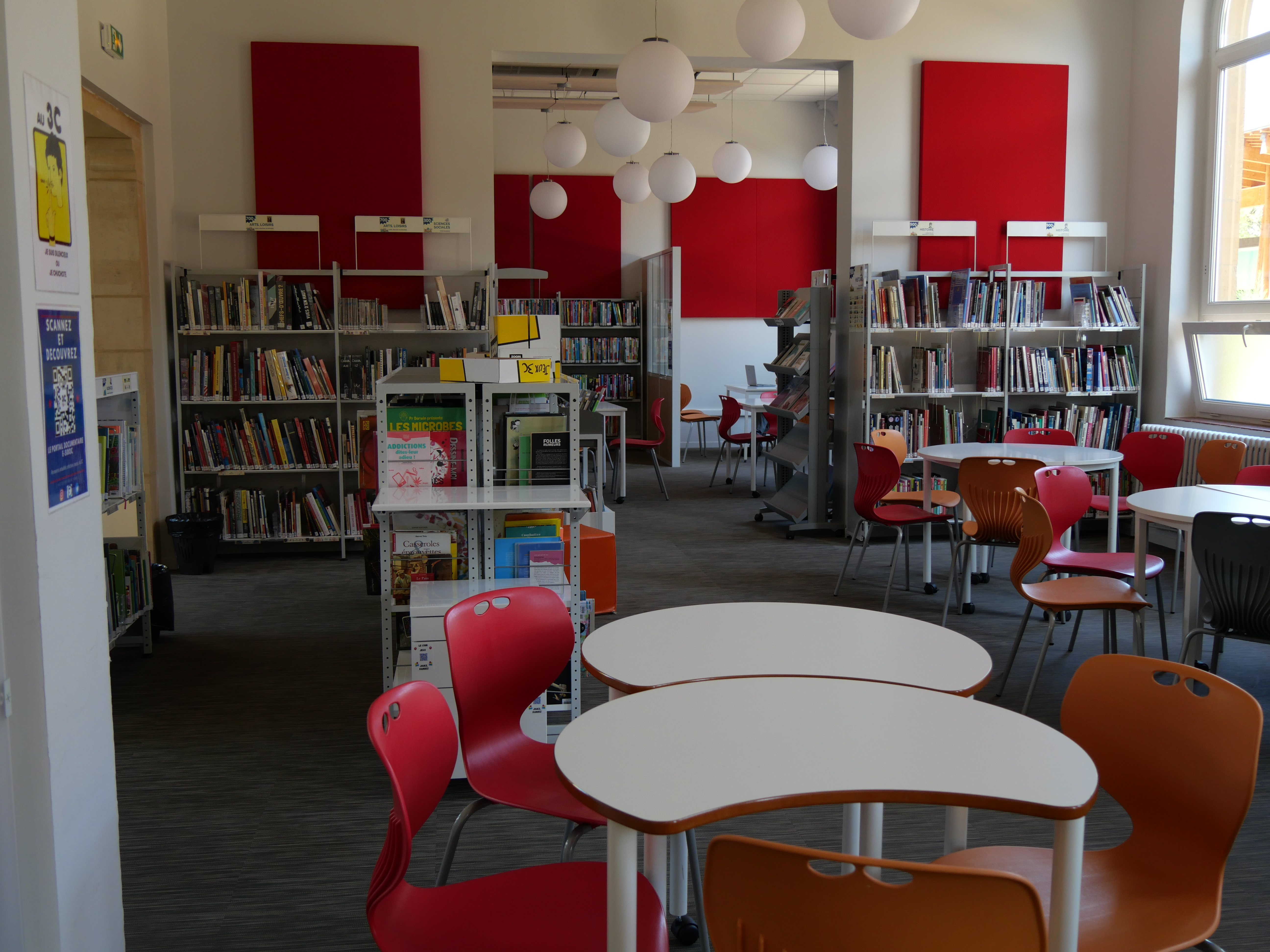
Intérieur du 3C, Centre de Connaissances et de Culture.

Le « petit Jean-XXIII » et le « grand Jean-XXIII » disposent d’installations sportives, d’un centre de Connaissances et de Culture (le 3C) pour le développement de l’élève et d’un atelier de fabrication numérique. Des foyers collège et lycée permettent aux élèves de se rassembler aux récréations et aux heures creuses. Le « Petit Théâtre » est une salle dédiée aux représentations artistiques et autres cérémonies.
L’établissement accueille depuis 1990, dans des classes à horaires aménagés, les jeunes maîtrisiens de la cathédrale de Metz. Les jeunes maîtrisiens constitue un chœur d'enfants qui participe à la vie liturgique de l'ensemble scolaire et de la cathédrale messine.
L’établissement compte environ quatre-vingt classes pour environ 2 300 élèves, il propose quasiment toutes les spécialités d'un lycée général, des sections européennes (allemand, anglais, espagnol), de la petite section à la terminale. Le pôle supérieur Jean-XXIII comprend un nombre d’étudiants fluctuant d’année en année, pour une moyenne d’environ 250 étudiants (EUCLEA, Coventry University, ESTIAM, Prépa MPSI).

### Accès
L’Ensemble scolaire Jean-XXIII est desservi par le réseau de transports messin Le MET'. Les travaux actuels pour construire la ligne du Mettis C faciliteront la desserte de l'établissement.